# Carta de Solos do Brasil

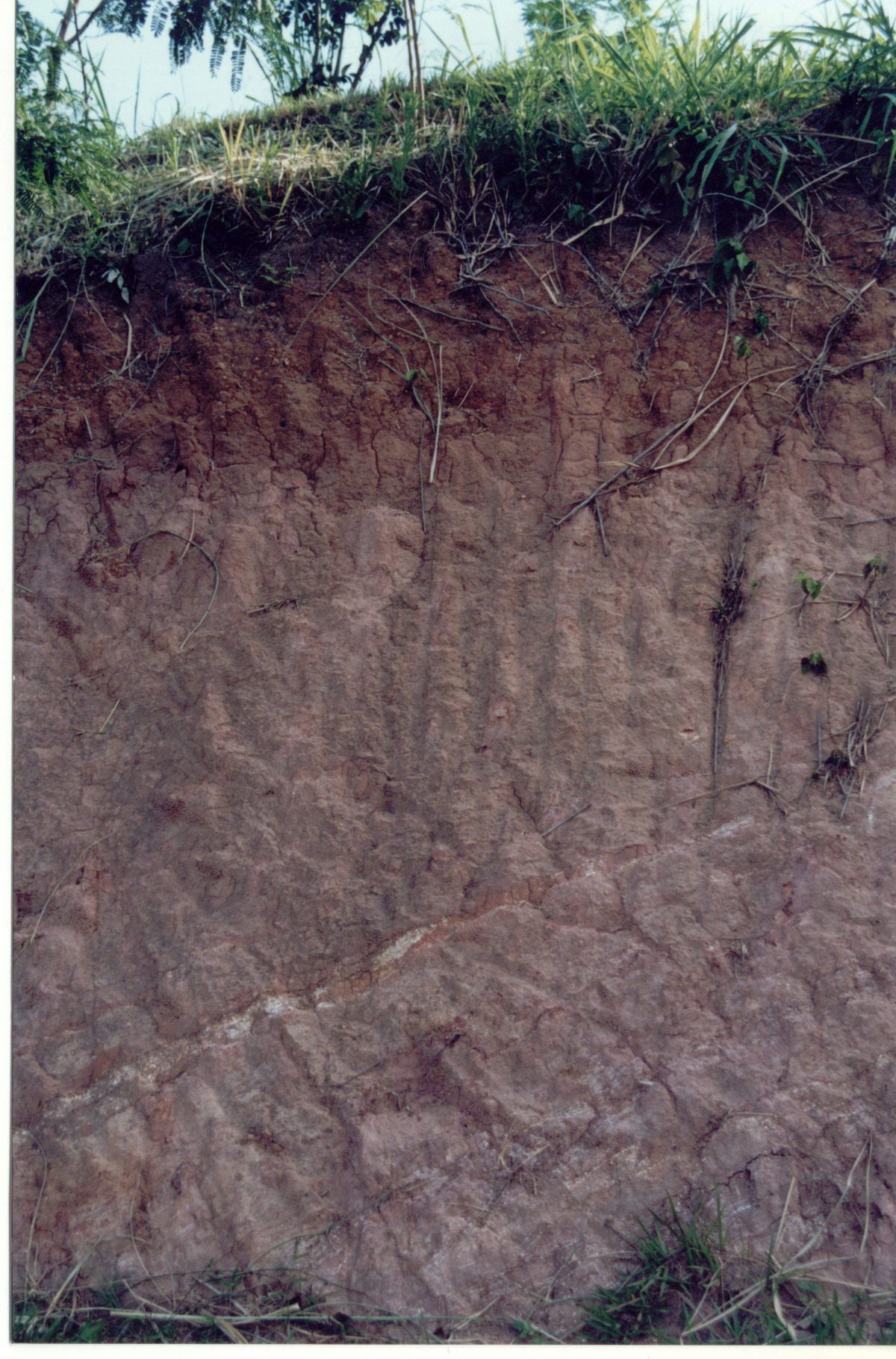
Solo regolítico sobre rocha granulítica, no Rio de Janeiro.

A Carta de Solos do Brasil é o mapeamento realizado a partir de 1953, identificando os tipos de solos encontrados no país, envolvendo ainda o preparo de pedólogos e que foi parcialmente concluído em 2003, capitaneado pelo Centro Nacional de Pesquisa de Solos (CNPS-Embrapa, ou Embrapa Solos), com sede no Rio de Janeiro.

## Histórico
Ainda em 1947 ocorreu a criação da "Comissão de Solos" (atual Embrapa Solos) e a fundação da Sociedade Brasileira de Ciência do Solo, com sede na Universidade Federal de Viçosa, em Viçosa, Minas Gerais. A Comissão, após reestruturação em 1953, criou um programa para o reconhecimento do solo no país que, no ano seguinte, iniciou os estudos no estado-sede do Rio. Em 1955 teve início o mapeamento do estado de São Paulo.
No programa participaram entidades como a Universidade Rural (atual UFRRJ, diversos cursos de Agronomia, o Projeto RADAM, o IBGE, dentre outros.
No ano de 2003, após meio século de pesquisas, o IBGE lançou o primeiro mapa de solos do país.

## Adaptação e tipos de solo

Sistema de cores de Munsell, ainda usado para a pedologia no Brasil.

A classificação brasileira de solos foi baseada no antigo sistema de Baldwin et al. (1938), com modificações de Thorp e Smith (1949). A despeito da grande variedade de solos no Brasil, buscou-se uma padronização de conceitos e nomes, através dos mapeamentos realizados até a metade da década de 1980, que resultou no sistema da Embrapa (1999) que, entretanto, ainda está em ajustes.
A classificação dos tipos de solos varia de acordo com várias de suas características; por exemplo, com relação à estrutura granulométrica baseada na forma dos agregados ou peds e agregamento do perfil, pode ser laminar (ocorre em horizontes de tipo E de muitos argissolos), prismática (que ocorre em solos tipo Bt e horizonte B solonétzico); em blocos (horizonte B com solos Bt) e Granular (horizonte A, ricos em húmus e Latossolo; horizonte A chernozênico de alguns solos).
Também é observado o conteúdo de água e a saturação relativa no solo, nos três estados físicos (gasoso, líquido e sólido). Dentre os aspectos analisados para a classificação estão as constantes da água no solo: CMA (Capacidade Máxima de Armazenamento de Água), CC (Capacidade de Campo), PMP (Ponto de Murcha Permanente), DREN (Água sujeita à Drenagem), AD (Água Disponível) e AND (Água Não Disponível). Capítulo especial refere-se à atmosfera do solo, pois questões como a respiração aeróbica, aeração, e outras têm capital importância para as reações biológicas do solo, dentre outros fatores a ser apreciados.
A classificação dos solos no Brasil teve de sofrer alterações em relação às existentes noutros países, em razão da diferença do clima, em que predomina o tropical, enquanto os demais se baseiam no temperado. Existem no país treze classes de solos, que por sua vez são divididos em grandes grupos e subgrupos.
A ação bioclimática sobre o material de origem, em certos tipos de relevo, faz surgirem os horizontes H, O, A, E, B e C que, entretanto, não são suficientes para a classificação, que ocorrem nos chamados horizontes diagnósticos. Assim, tem-se no horizonte A o A húmico, o A proeminente, o A chernozêmico, A antrópico, A fraco e A moderado; no horizonte hístico tem-se ocorrência em organossolos, alguns gleissolos e poucos cambissolos; nos horizontes diagnósticos subsuperficiais (B), tem-se o Bt (B textural), B latossólico (Bw), etc.

## Característica da Carta
A Carta de Solos do Brasil tem por principal característica a multicategorização - ou seja, a sistematização hierárquica das classes de solos, partindo das classes de solo mais genéricas, para as mais específicas; e também por ser aberta - ou seja, permite a introdução de novos tipos de solos descobertos.